# 新維特基夫
50°18′40″N 24°29′32″E / 50.31111°N 24.49222°E
新維特基夫（烏克蘭語：Новий Витків），是烏克蘭西部的村莊，隸屬利維夫州的舍普季茨基區。該村面積4.14平方公里，海拔高度210米，2001年人口1,238，人口密度每平方公里299.25人。